# Odei Jainaga
Odei Jainaga Larrea (Éibar, 14 de octubre de 1997) es un atleta y modelo español, especializado en lanzamiento de jabalina. Desde 2020 es el plusmarquista español con una marca de 84,80 metros.

## Trayectoria
Odei Jainaga empezó a practicar el atletismo en el Club Deportivo Eibar y pronto se especializó en el lanzamiento de jabalina, la misma disciplina en que su madre, Cristina Larrea, había sido tres veces campeona de España.
En 2017, antes de cumplir los 20 años, ya fue el mejor lanzador de jabalina español con una marca de 77,66 m. También se proclamó campeón de España en Barcelona con un mejor lanzamiento de 73,50 m.
El 11 de febrero de 2018 logró batir la mejor marca nacional sub-23 con un lanzamiento de 77,95 m. Solo una semana después, el 18 de febrero, se convirtió en el primer lanzador español en superar los 80 m, consiguiendo un nuevo récord nacional absoluto con 80,64 m. De este modo batía un récord de España que llevaba desde 2003 en poder de Gustavo Dacal. Su récord fue superado en 2019 por Manu Quijera.
El 22 de agosto de 2020 recuperó el récord de España con un lanzamiento de 81,90 metros en un control de la RFEA en León. El 6 de septiembre volvió a batir su récord en Madrid, esta vez con una marca de 84,10 m.
El 29 de mayo de 2021 volvió a batir su récord de España con un lanzamiento de 84,80 m durante el Campeonato de Europa por Equipos. Sin embargo, tuvo problemas con el hombro durante toda la temporada y no pudo superar la ronda de calificación en los Juegos Olímpicos. Estos problemas físicos se prolongaron en el tiempo y le impidieron competir durante varios años. 

## Competiciones internacionales
| Representando a España en lanzamiento de jabalina \| Año \| Competición \| Sede \| Puesto \| Marca \| \| ---- \| -------------------------------- \| --------- \| --------- \| ------- \| \| 2016 \| Campeonato del Mundo Sub-20 \| Bydgoszcz \| 34.º (Q) \| 63,63 m \| \| 2017 \| Campeonato Europeo Sub-23 \| Bydgoszcz \| 15.º (Q) \| 69,07 m \| \| 2018 \| Juegos Mediterráneos \| Tarragona \| 8.º \| 63,51 m \| \| 2021 \| Campeonato de Europa por Equipos \| Chorzów \| 3.º \| 84,80 m \| \| 2021 \| Juegos Olímpicos \| Tokio \| 29.º (q.) \| 73,11 m \| | Representando a España en lanzamiento de jabalina \| Año \| Competición \| Sede \| Puesto \| Marca \| \| ---- \| -------------------------------- \| --------- \| --------- \| ------- \| \| 2016 \| Campeonato del Mundo Sub-20 \| Bydgoszcz \| 34.º (Q) \| 63,63 m \| \| 2017 \| Campeonato Europeo Sub-23 \| Bydgoszcz \| 15.º (Q) \| 69,07 m \| \| 2018 \| Juegos Mediterráneos \| Tarragona \| 8.º \| 63,51 m \| \| 2021 \| Campeonato de Europa por Equipos \| Chorzów \| 3.º \| 84,80 m \| \| 2021 \| Juegos Olímpicos \| Tokio \| 29.º (q.) \| 73,11 m \| | Representando a España en lanzamiento de jabalina \| Año \| Competición \| Sede \| Puesto \| Marca \| \| ---- \| -------------------------------- \| --------- \| --------- \| ------- \| \| 2016 \| Campeonato del Mundo Sub-20 \| Bydgoszcz \| 34.º (Q) \| 63,63 m \| \| 2017 \| Campeonato Europeo Sub-23 \| Bydgoszcz \| 15.º (Q) \| 69,07 m \| \| 2018 \| Juegos Mediterráneos \| Tarragona \| 8.º \| 63,51 m \| \| 2021 \| Campeonato de Europa por Equipos \| Chorzów \| 3.º \| 84,80 m \| \| 2021 \| Juegos Olímpicos \| Tokio \| 29.º (q.) \| 73,11 m \| | Representando a España en lanzamiento de jabalina \| Año \| Competición \| Sede \| Puesto \| Marca \| \| ---- \| -------------------------------- \| --------- \| --------- \| ------- \| \| 2016 \| Campeonato del Mundo Sub-20 \| Bydgoszcz \| 34.º (Q) \| 63,63 m \| \| 2017 \| Campeonato Europeo Sub-23 \| Bydgoszcz \| 15.º (Q) \| 69,07 m \| \| 2018 \| Juegos Mediterráneos \| Tarragona \| 8.º \| 63,51 m \| \| 2021 \| Campeonato de Europa por Equipos \| Chorzów \| 3.º \| 84,80 m \| \| 2021 \| Juegos Olímpicos \| Tokio \| 29.º (q.) \| 73,11 m \| | Representando a España en lanzamiento de jabalina \| Año \| Competición \| Sede \| Puesto \| Marca \| \| ---- \| -------------------------------- \| --------- \| --------- \| ------- \| \| 2016 \| Campeonato del Mundo Sub-20 \| Bydgoszcz \| 34.º (Q) \| 63,63 m \| \| 2017 \| Campeonato Europeo Sub-23 \| Bydgoszcz \| 15.º (Q) \| 69,07 m \| \| 2018 \| Juegos Mediterráneos \| Tarragona \| 8.º \| 63,51 m \| \| 2021 \| Campeonato de Europa por Equipos \| Chorzów \| 3.º \| 84,80 m \| \| 2021 \| Juegos Olímpicos \| Tokio \| 29.º (q.) \| 73,11 m \| |
| Año | Competición | Sede | Puesto | Marca |
| --- | --- | --- | --- | --- |
| 2016 | Campeonato del Mundo Sub-20 | Bydgoszcz | 34.º (Q) | 63,63 m |
| 2017 | Campeonato Europeo Sub-23 | Bydgoszcz | 15.º (Q) | 69,07 m |
| 2018 | Juegos Mediterráneos | Tarragona | 8.º | 63,51 m |
| 2021 | Campeonato de Europa por Equipos | Chorzów | 3.º | 84,80 m |
| 2021 | Juegos Olímpicos | Tokio | 29.º (q.) | 73,11 m |